# Das Netz (1975)
Das Netz ist die deutsche Verfilmung eines Romans von Hans Habe aus dem Jahre 1975. Unter der Regie von Manfred Purzer spielen Mel Ferrer, Elke Sommer und Klaus Kinski die Hauptrollen.

## Handlung
Der italienische Star-Schriftsteller Aurelio Morelli hat seine glanzvollsten Jahre längst hinter sich, die Haare sind ihm ebenso ausgegangen wie seine Ideen und Erfolge. Obwohl die Literaturkritik ihm wohlgesinnt ist, verkaufen sich seine Werke immer schwer. In der Unmoral der Jugend meint er den Schuldigen für diese Entwicklung zu erkennen. Und so beginnt Aurelio ein Doppelleben zu führen, von dem niemand weiß: Morelli wird zum Psychopathen und Frauenmörder, der seine Hände nicht von den wohlgeformten Hälsen schöner junger Frauen lassen kann. So auch von dem der Prostituierten Herta Enzian, die er zuletzt mit einem Telefonkabel stranguliert hat. Seine Schauertaten verbrämt er mit pseudophilosophischen Sprüchen vom Schlage „Ich bin Revolutionär“ und „Nur Mörder sind heute noch normal“. Morelli inszeniert sich als jemand, der an dieser Welt und ihrer vorgeblichen Schlechtigkeit verzweifelt. Die „moralische“ Begründung für seine Verbrechen liefert er gleich mit: „Ich muss lernen so gemein zu sei, so tierisch, so gefühllos wie ihr alle seid“.
Eines Tages kommt ihm ein Sensationsreporter auf die Spur, der durch ein Interview, vielleicht sogar durch eine ganze Reportagenreihe für seine Sensationspostille den finalen Scoop landen will. Jener Emilio Bossi ist in der Wahl seiner Mittel nicht minder skrupellos wie Morelli und überredet diesen, für seine Illustrierte seine Memoiren zu schreiben. In seiner Sensationsgeilheit geht Bossi so weit, dass er intensiv hilft, Spuren zu verwischen und die Polizei in ihren Nachforschungen zu behindern bzw. irrezuleiten. Morelli ist gegenüber dem Reporter anfänglich noch vorsichtig und zurückhaltend, erkennt aber schließlich, dass dieser Widerling für ihn durchaus von Nutzen sein kann. Und so beginnt Morelli in seiner Eitelkeit in Bossis Postille über seine Taten zu schreiben. Während Morelli die Geständnisse als Lebensbeichte begreift, sieht Bossi lediglich sein eigenes Fortkommen und seinen Profit im Vordergrund, und so setzt er alle Hebel in Bewegung, dass die Polizei, die ja mitliest, nicht seiner Identität auf die Spur kommt. Morelli hat derweil in der noch sehr jungen und bildhübschen Agnese eine aufrichtige Bewunderung seiner Schreibkunst kennengelernt. Nur mit Mühe kann er sich selbst davon abhalten, im geeigneten Moment seine Hände um den schönen Hals der Blondine zu legen.

## Produktionsnotizen
Das Netz wurde am 25. Dezember 1975 uraufgeführt. Es gab keine Filmbauten.
Mit diesem Film begann Hollywood-Star Mel Ferrer seine kurze, insgesamt vier Filme umfassende Filmarbeit in der Bundesrepublik Deutschland (1975–1980).
Kameramann Charly Steinberger und die damals 20-jährige Susanne Uhlen, die kurz zuvor auch gemeinsam die Verfilmung von Johannes Mario Simmels Roman “Bis zur bitteren Neige” gedreht hatten, heirateten wenig später.

## Synchronisation
| Rolle             | Darsteller    | Synchronsprecher |
| ----------------- | ------------- | ---------------- |
| Aurelio Morelli   | Mel Ferrer    | Wolfgang Kieling |
| Christa Sonntag   | Elke Sommer   | Renate Pichler   |
| Emilio Bossi      | Klaus Kinski  | Werner Uschkurat |
| Carlo Vanetti     | Claudio Gora  | Martin Hirthe    |
| Francesco Vanetti | Carlo de Mejo | Elmar Wepper     |

## Kritiken
„Handwerklich mangelhafte Bestsellerverfilmung, geprägt von jener Kolportagementalität, die vorgeblich kritisiert werden soll.“

„Das Regiedebüt des erfahrenen Drehbuchautors Manfred Purzer schrammt nur knapp am Flop vorbei. Fazit: Kinski-Thriller mit Hauruck-Psychologie“